# Santa Maria de Jetibá
Santa Maria de Jetibá est une municipalité brésilienne située dans l'État de l'Espirito Santo.